# 6 تشرين (الرقة)
6 تشرين قرية سورية تتبع ناحية معدان في منطقة مركز الرقة في محافظة الرقة. بلغ عدد سكانها 1678 نسمة في عام 2004 حسب إحصاء المكتب المركزي للإحصاء.
يعمل سكانها في الزراعة وترببة المواشي وتقع على ضفاف نهر الفرات تتبع القرية إداريا إلى ناحية معدان الذي تبعد عنها 10كيلومتر شرقاً .
والى بلدية مغلة كبيرة ويوجد فيها مجمع مدارس ابتدائي واعدادي .
تنقسم القرية إلى ثلاث اقسام 6تشرين جنوبية وتسمى المجدلية و 6 تشرين غربية وتسمى رميلان .